# Mischa Barton
Mischa Anne Marsden Barton (Hammersmith, London, Engleska, 24. siječnja 1986.), glumica i model
Rođena je u Engleskoj, a odrasla je u New Yorku. Unatoč uspješnoj filmskoj karijeri još od dječjih dana, najpoznatija je kao Marissa Cooper iz Foxove popularne serije O.C. 1990-ih godina su je nazivali najboljom dječjom glumicom, danas je redovito na vrhovima ljestvica najbolje odjevenih u Hollywoodu.
Trenutno je (od siječnja 2007.) u vezi s Rogerom Rodriguezom, koji je asistirao redatelju O.C.-a na snimanjima, za to je vrijeme ona hodala s Ciscom Adlerom.

## Filmovi
- Malice in Sunderland (2007) (pre-production)
- Don't Fade Away (2007) (now completed)
- Virgin Territory (2007) (now completed)
- Closing the Ring (2007) (completed)
- The Man Who Fell To Earth (2006) (Cameo)
- The OH in Ohio (2006)
- Octane (2003)
- Lost and Delirious (2001)
- Tart (2001)
- Julie Johnson (2001)
- Paranoid (2000)
- Skipped Parts (2000)
- Šesto čulo (1999)
- Ja u ljubav vjerujem (1999)
- Pups (1999)
- Lawn Dogs (1997)
- Polio Water (1995)

## TV serije
- The Dame Edna Treatment (2007) Guest
- The Friday Night Project (2006) Guest Host, Herself
- Jesam te (2006)
- The O.C. (2003–2006) Marissa Cooper
- Once and Again (2001–2002) Katie Singer
- A Ring of Endless Light (2002) Vikki
- Frankie & Hazel (2000) Frankie
- KaBlam! (1996–1997) (glas)
- All My Children (1996) Lily Montgomery
- New York Crossing (1996)

## Vanjske poveznice
- Službena stranica   Arhivirana inačica izvorne stranice od 17. veljače 2009. (Wayback Machine)
- Mischa Barton u internetskoj bazi filmova IMDb-u (engl.)